# Master (banda)
Master é uma banda de death metal originária de Chicago, Estados Unidos, no ano de 1983. Inicialmente chamada Death Strike, Paul Speckmann mudou o nome da banda para Master em 1985. Master é uma das primeiras bandas de death metal ao lado de Possessed, Necrophagia, Death e Morbid Angel.
Em 1985 eles conseguiram um contrato com a gravadora Combat Records e gravaram um álbum, que só foi lançado em 2003 pela Displeased Records, intitulado "Unreleased 1985 album". Em 1990 eles assinaram com a gravadora alemã Nuclear Blast Records, que havia contratado a outra banda de Speckemann Abomination. O primeiro álbum foi gravado e intitulado como "Master", com Chris Mittleburn na guitarra e Bill Schmidt na bateria.
Mas essa gravação não foi aceita pela gravadora Nuclear Blast, então ele foi regravado com Jim Martinelli na guitarra e Aaron Nickeas na bateria, a versão regravada acabou sendo lançado mais tarde pelo nome Speckmann Project, e a gravação original foi lançada como primeiro álbum oficial da banda em 1990. Em 1991 o segundo álbum foi lançado: "On the Seventh Day God Created ... Master", com Paul Masvidal na guitarra, seguido por "Colection Of Souls" de 1993 o último pela Nuclear Blast Records. Cinco anos depois eles lançaram pela Pavement Records, o quarto álbum da banda "Faith Is in Season".
Speckmann se focou em vários projetos durante esse tempo, incluindo o Abomination, também entrou para banda tcheca Krabathor, com isso Speckmann se mudou para a República Tcheca. Em 2002 saiu o quinto álbum do Master "Let's Start a War" pela System Shock, em 2004 lançaram o álbum "Spirit of the West" um anos depois lançaram o álbum "Four More Years of Terror". Em 2007 sai o álbum "Slaves To Society" e a banda sai em turnê pela Europa de maio a junho, o álbum foi relançado nos Estados Unidos em setembro de 2008, pela bex Moon Records. Foram mais de 38 shows na primavera de 2009. Durante a turnê "Masters of Hate Tour 2010" a banda passou pelo Brasil, fazendo mais de 20 shows aqui.
Após assinar contrato com a Pulverised Records, a banda lançou seu décimo álbum de estúdio, "The Human Machine", em  2010.
Em 2012, sai um novo trabalho do trio: "The New Elite", que foi gravado, mixado e masterizado no Shaark Studios. A banda volta ao Brasil em novembro desse ano para promover o álbum.
Recentemente eles anunciaram seu mais novo álbum, chamado „The Witchhunt“, que sairá em 27 de Setembro em CD e LP contendo 11 faixas.